# زنی‌مکس مدیا
زنی‌مکس مدیا (انگلیسی: ZeniMax Media) شرکت بازی ویدئویی آمریکایی است، که در سال ۱۹۹۹ تأسیس شد.